# ایستگاه متروی محمدشهر
ایستگاه متروی محمدشهر، یکی از ایستگاه‌های خط پنج مترو تهران و خط یک متروی کرج  است.

## پایانه البرز
این ایستگاه یکی از بزرگترین مجتمع‌های ایستگاهی مترو در تهران و کرج می‌باشد؛ نام این پایانه مسافربری، که دومین پایانهٔ کرج است، البرز نام گرفته‌است.

## موقعیت و مشخصات
این ایستگاه در جنوب کرج قرار دارد.
فضای سر پوشیدهٔ این ایستگاه بالغ بر ۱۴٬۹۷۸ متر مربع و فضای باز آن بالغ بر ۵٬۳۰۰ متر مربع است.

## امکانات
از امکانات این ایستگاه می‌توان به تلفن عمومی کارتی، آب سردکن، سرویس بهداشتی عمومی، نمازخانه، پایانه اتوبوسرانی، پایانه تاکسیرانی، پارکینگ عمومی، خودپرداز بانک، ماشین خودکار فروش بلیت، پارک و فضای سبز اشاره کرد.

## نقشه خطوط متروی کرج
نقشه ی خطوط مترو کرج